# Charles-Félix (roi de Sardaigne)
 (octobre 2022).
Pour les articles homonymes, voir Charles.
Charles-Félix, dit « le Bien-Aimé », né à Turin le 6 avril 1765 et mort dans la même ville le 27 avril 1831, est un duc de Savoie, puis roi de Sardaigne de 1821 à 1831.

## Biographie
Charles-Félix est le onzième enfant et le cinquième fils de Victor-Amédée III, duc de Savoie, roi de Sardaigne, prince de Piémont, roi titulaire de Chypre et de Jérusalem, et de Marie-Antoinette d'Espagne. Ses grands-parents maternels sont Philippe V d'Espagne et Élisabeth Farnèse.
Il est tout d'abord fait comte de Carmagnole en 1785, puis marquis de Suse en 1796 et prince héritier de Savoie et de Sardaigne de 1802 à 1821, vice-roi de Sardaigne de 1796 à 1802, puis de 1814 à 1821, et duc de Gênes en 1815.
En 1821, il devient roi de Sardaigne, prince de Piémont, duc de Savoie et hérite des titres royaux de Chypre et de Jérusalem, à l'abdication de son frère Victor-Emmanuel Ier de Savoie, après la courte régence de son cousin et héritier le prince Charles-Albert de Savoie-Carignan.

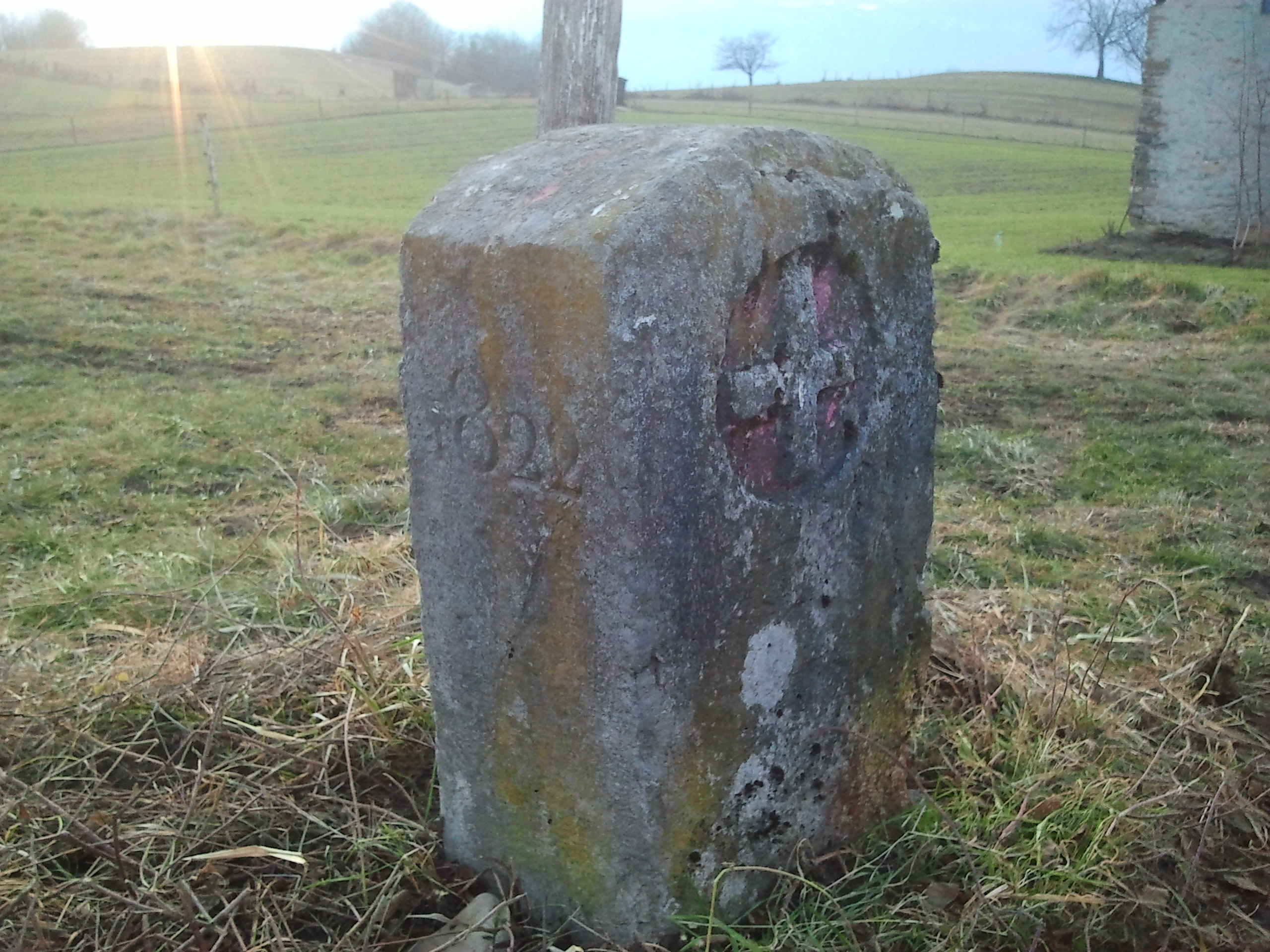
Borne frontière datant de 1822 séparant les États de Savoie du royaume de France, installée sous le règne de Charles-Félix (Borne n°57 - entre Pontcharra et Laissaud).

Sous son règne sont installées les bornes frontières séparant les États de Savoie du royaume de France.
Il supprime la constitution octroyée par Charles-Albert, réprime une rébellion, régularise l’administration, modifie certaines franchises du comté de Nice et du port de cette ville puis promulgue un nouveau code militaire.
Il avait épousé le 6 avril 1807 Marie-Christine de Bourbon-Siciles (1779 † 1849), fille de Ferdinand Ier des Deux-Siciles et de Marie-Caroline d'Autriche. Il meurt en 1831 au palais royal de Turin, sans laisser de postérité.
Charles-Félix était le dernier représentant de la branche aînée de la maison de Savoie. En 1821, il avait préalablement nommé au poste de régent, pour le former au gouvernement du royaume, le représentant de la branche cadette des princes de Savoie-Carignan, en la personne de son cousin Charles-Albert de Savoie-Carignan (1798-1849). Celui-ci lui succède sur le trône du royaume de Sardaigne le 27 avril 1831.
En conformité avec sa volonté exprimée, il est inhumé solennellement dans le pays de ses ancêtres, en Savoie, au bord du lac du Bourget, en  l'abbaye royale d'Hautecombe, nécropole des souverains de Savoie où il repose toujours.

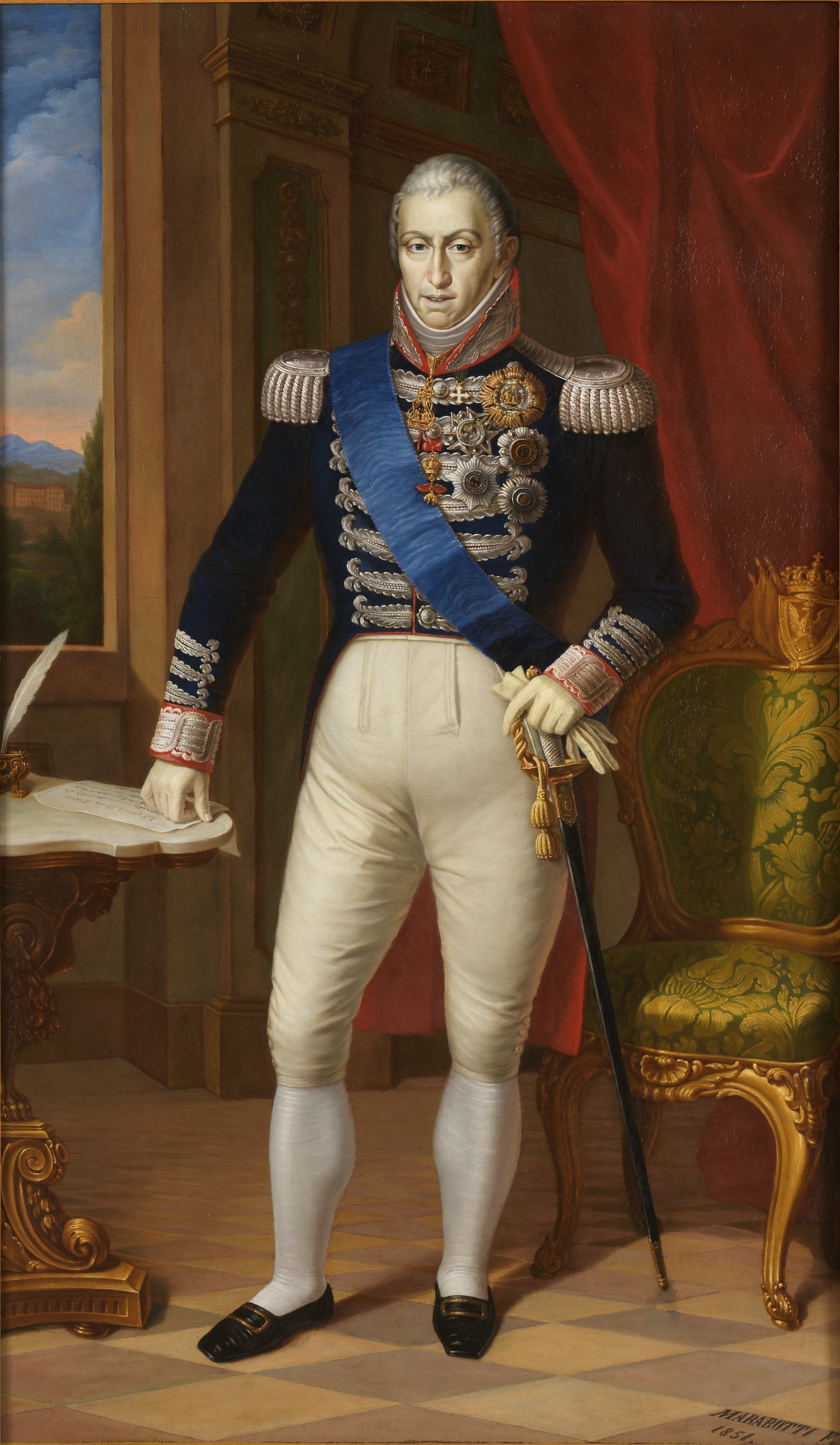
Charles-Félix, roi de Sardaigne, de Jérusalem et de Chypre.
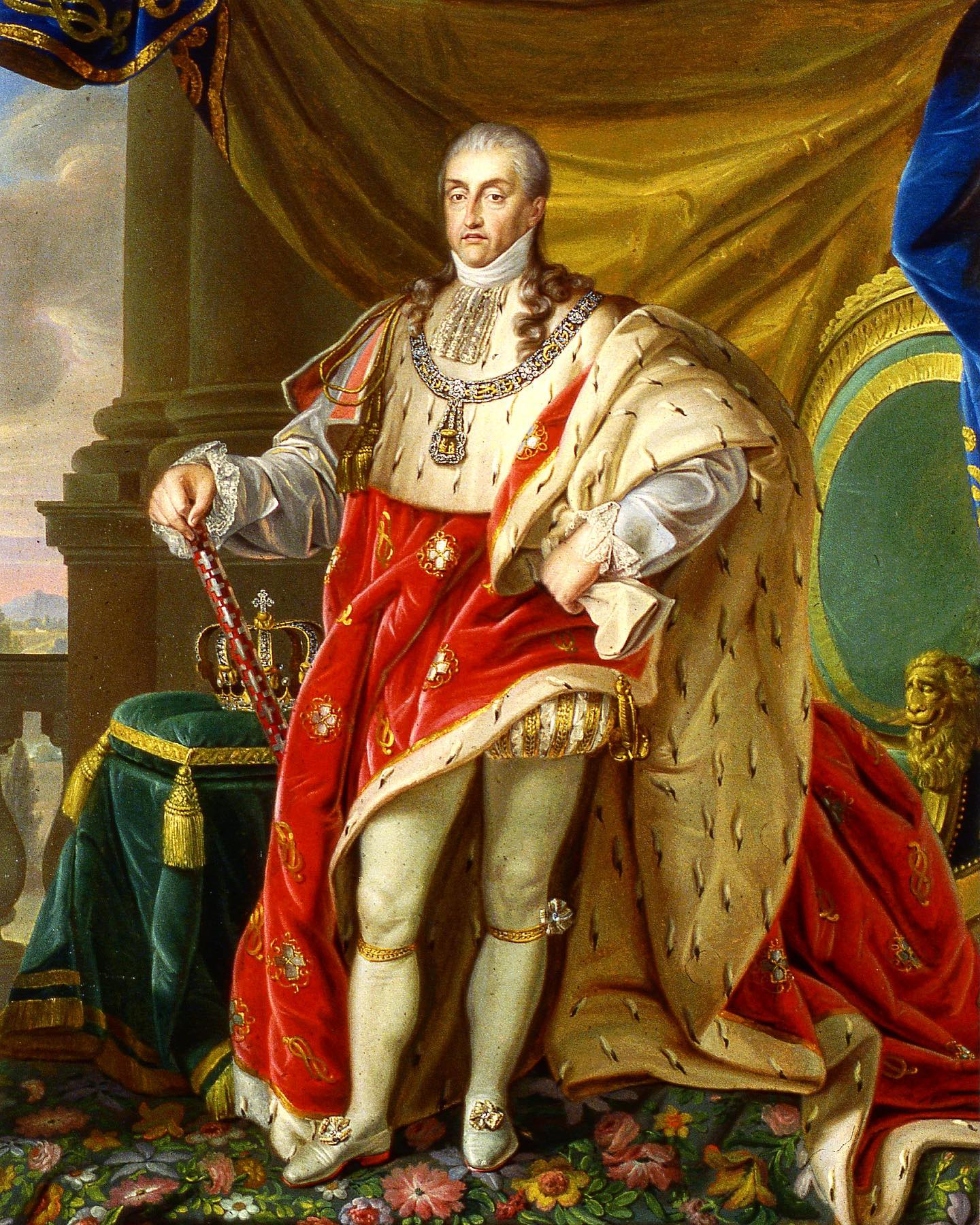
Le roi Charles-Félix en tenue de couronnement.

## Numismatique
Titulature en latin figurant sur une pièce  de une lire de 1828 :  CAR. FELIX D. G. REX SAR. CYP. ET HIER. (face)  DVX SAB. GENVÆ ET MONTISF. PRINC. PED. & : « Charles-Felix par la grâce de Dieu roi de Sardaigne, Chypre et Jérusalem » (face) « duc de Savoie, duc de Gênes et Montferrat, prince de Piémont, etcetera ».

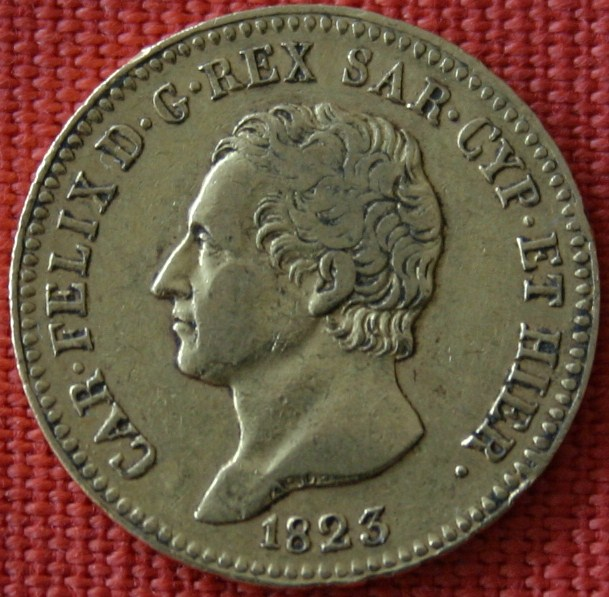
Pièce d’or de 20 lires (1823).
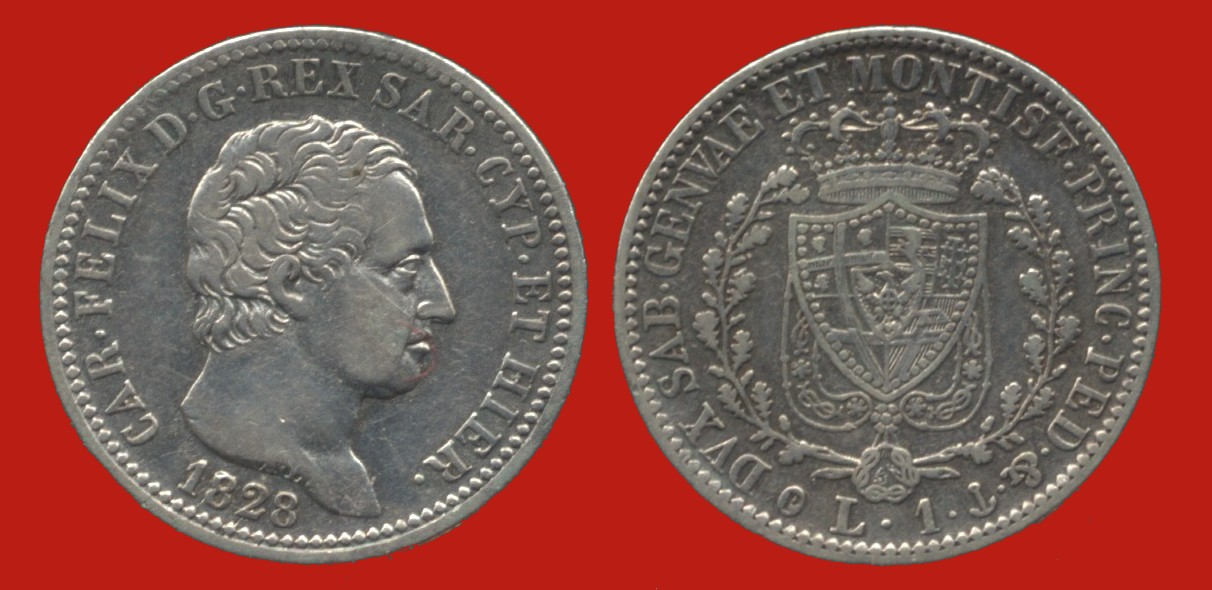
Pièce d’argent de une lire (1828).

## Hommages
- À Bonneville (Haute-Savoie) une « colonne de Charles-Félix » est érigée en l’honneur du roi Charles-Félix de Savoie, ayant permis l'endiguement la vallée de l'Arve.
- Le théâtre Carlo-Felice est l’opéra principal de Gênes, en Italie, et porte toujours le nom de ce souverain.

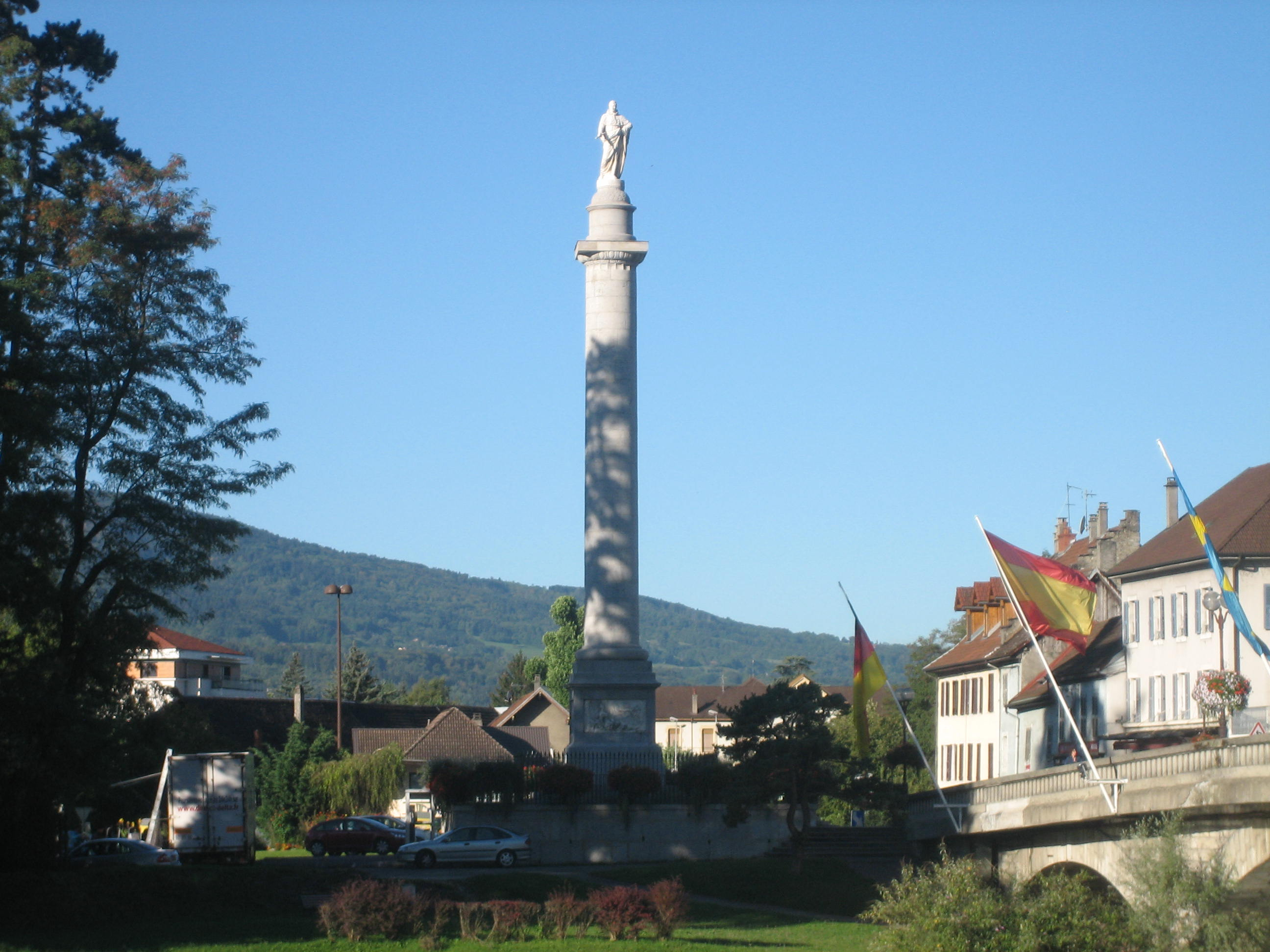
La colonne de Charles-Félix à Bonneville.
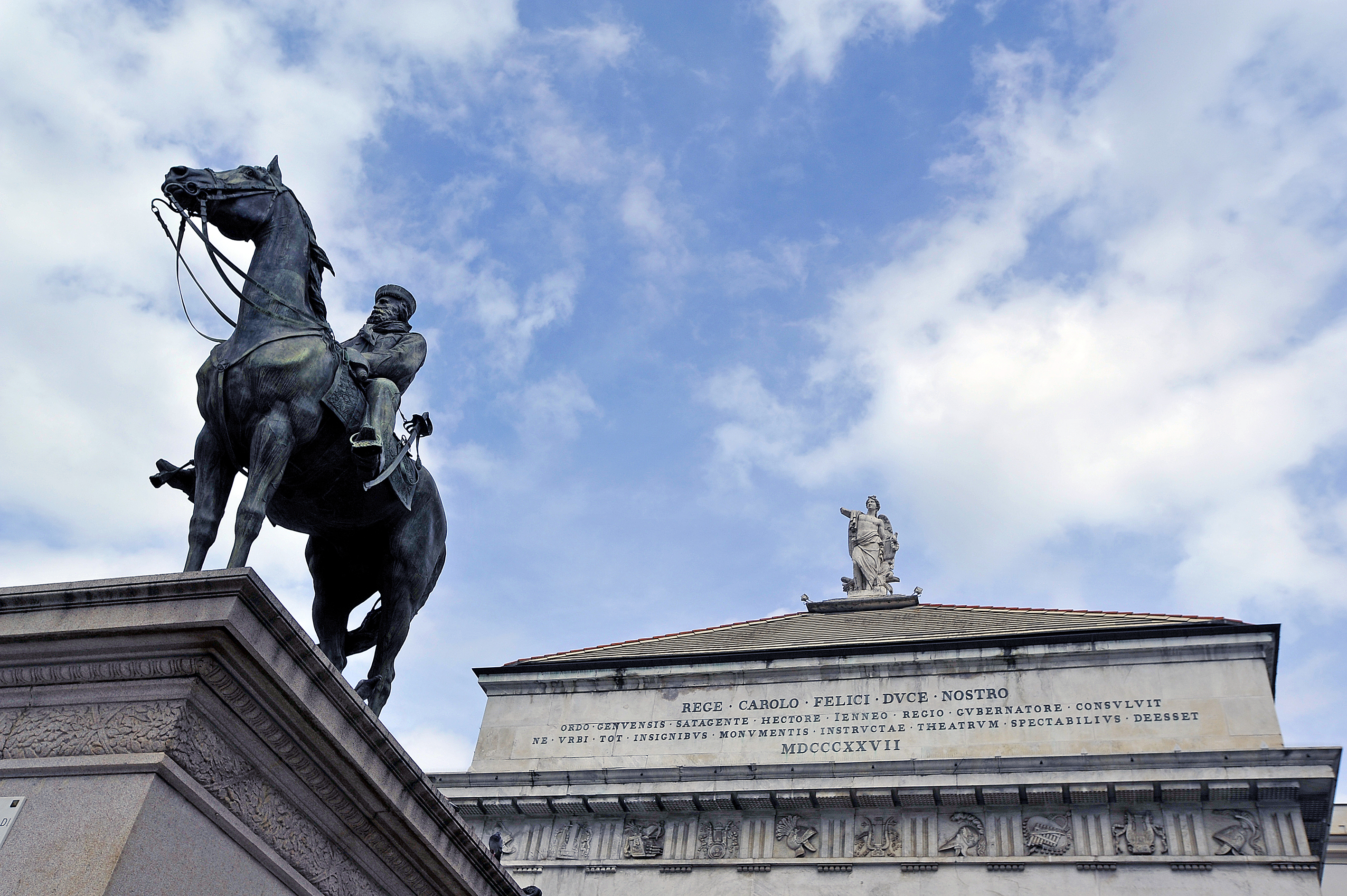
Inscription en latin sur le fronton du « Carlo-Felice » : REGE · CAROLO · FELICI · DVCE · NOSTRO : « Au roi Charles-Félix notre duc ».

- À Nice, la statue de Charles-Félix domine le port Lympia.
- Toujours à Nice, la place Charles-Félix est située à une extrémité de cours Saleya. Le monument des Serruriers se trouvait à l’origine place Charles-Félix : il est surmonté des lettres CF.

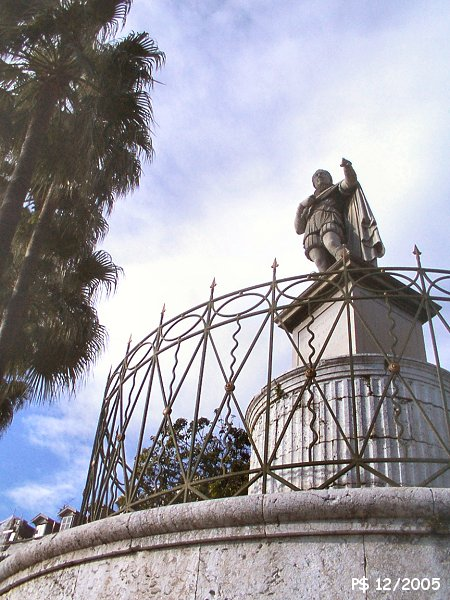
Statue de Charles-Félix à Nice.
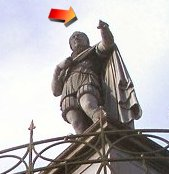
Statue de Charles-Félix à Nice (détail).
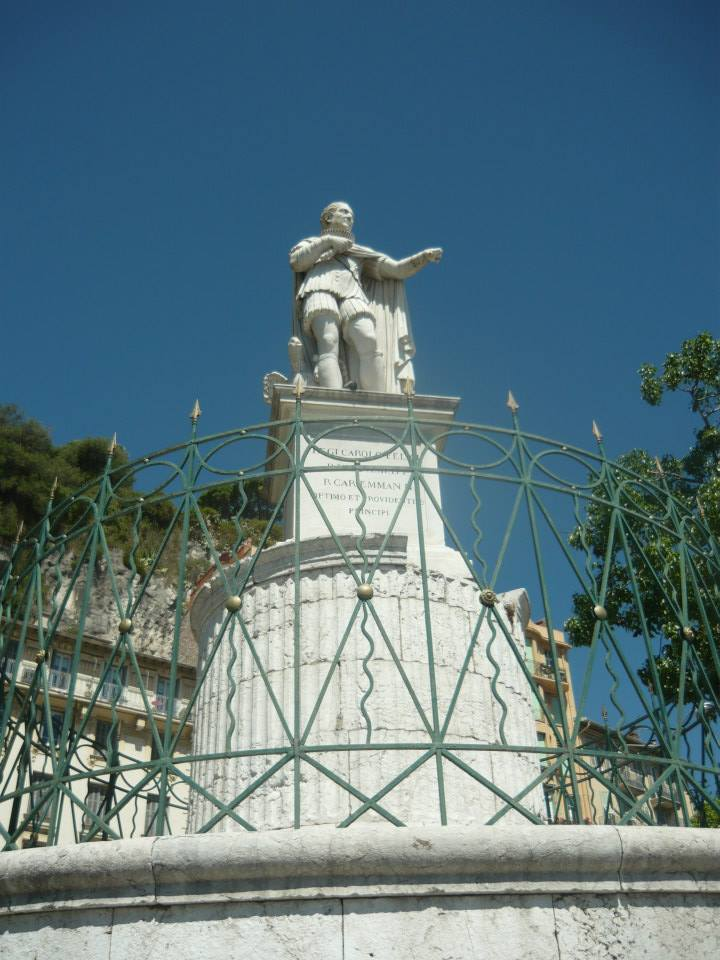
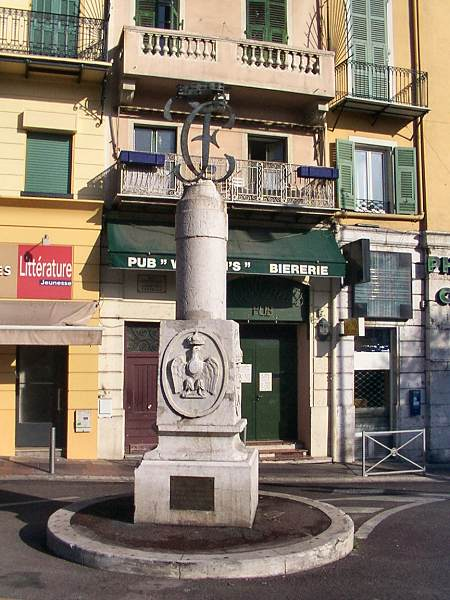
Le monument des Serruriers.
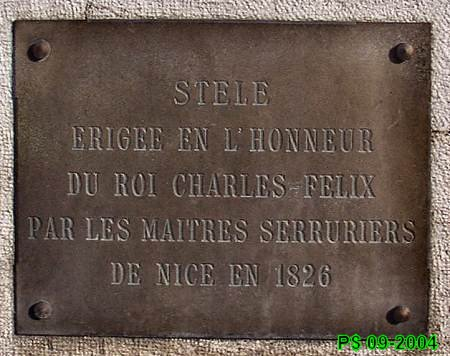
Plaque explicative apposée sur le monument des Serruriers.